# Millenium Hilton
El Millenium Hilton es un hotel de la cadena Hilton Hotels & Resorts localizado en Lower Manhattan, Nueva York, entre la Calle Fulton y Church Street. El hotel se encuentra enfrente del Sitio del World Trade Center, donde actualmente se ubica el One World Trade Center.
El constructor del hotel escribió mal a propósito el nombre del edificio, ya que la palabra millennium en inglés se escribe con dos enes, con la intención de hacerlo más distintivo. El edificio tiene 55 plantas, con un total de 471 habitaciones y 98 suites.

## Historia
El hotel fue desarrollado por Peter Kalikow con un coste de 200 millones de dólares y abrió en septiembre de 1992. Poco después de su apertura, Kalikow entró en quiebra y se vio obligado a vender el hotel. Fue comprado en junio de 1994 por CDL Hotels de Kalikow Fulton Church Realty por 75 millones de dólares.
Durante ese tiempo, Hilton comenzó a administrar la propiedad.
El hotel está considerado como un primo del Millennium Broadway y el Millennium UN Plaza, pero su administración se encuentra bajo Hilton Hotels & Resorts.

## Atentados del 11 de septiembre de 2001

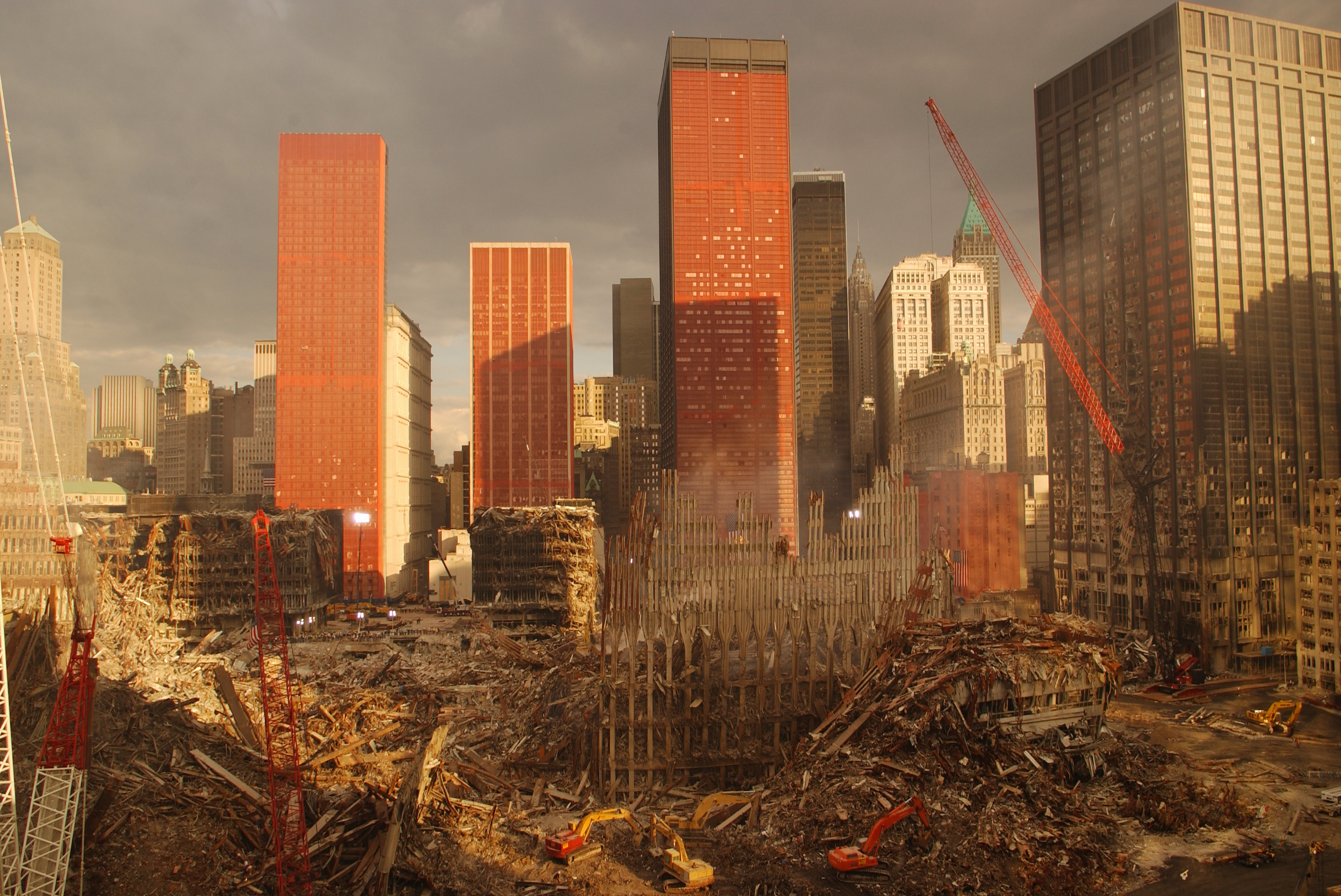
El hotel tras los atentados del 11 de septiembre de 2001.

El edificio sufrió extensos daños tras los Atentados del 11 de septiembre de 2001. Fue completamente reformado y reabierto en mayo de 2003. Doug Eisler presenció cómo el segundo avión se estrellaba contra la torre sur desde su habitación de la planta 50 en un documental de History Channel.
La Bandera de los Estados Unidos que colgaba fuera del edificio el 11-s fue recuperada por los trabajadores del hotel y ahora se encuentra en el vestíbulo.